# Rosa Mota
Rosa Maria Correia dos Santos Mota GCIH • GCM (Porto, 29 de junho de 1958) é uma ex-atleta (apesar de, como veterana, ainda participar em algumas provas, atualmente) portuguesa, campeã olímpica e mundial da maratona. Tornou-se conhecida principalmente pelas suas prestações nesta modalidade, sendo considerada pela Associação Internacional de Maratonas e Provas de Estrada (AIMS) a melhor maratonista de todos os tempos. Foi distinguida com a Medalha Olímpica Nobre Guedes em 1981.

## Biografia
Rosa Mota nasceu em 29 de junho de 1958, no Porto.
Rosa Mota começou a correr quando ainda frequentava o liceu. Começou com o Futebol Clube da Foz em 1974 onde esteve até 1977. Em 1978 foi para o Futebol Clube do Porto onde ficou até 1980, onde teve um problema de saúde relativo à asma.
A partir de 1981 começou a competir pelo Clube de Atletismo do Porto conhecido por CAP, onde esteve até ao final da sua carreira atlética.
Em 1980 conheceu José Pedrosa, que viria a ser o seu treinador durante toda a sua carreira. A primeira maratona feminina que existiu, decorreu em Atenas na Grécia durante o Campeonato Europeu de Atletismo em 1982, foi também a primeira maratona em que Rosa Mota participou; embora não fizesse parte do lote das favoritas, Rosa bateu facilmente Ingrid Kristiansen e ganhou assim a sua primeira maratona.
O sucesso passou a ser uma das imagens de marca de Rosa Mota que invariavelmente, termina bem classificada em todas as maratonas de prestígio. Na primeira maratona olímpica que decorreu em Los Angeles em 1984, ganhou a medalha de bronze. O seu recorde pessoal da distância foi conseguido em 1985 na maratona de Chicago com o tempo de 2 horas, 23 minutos e 29 segundos.
Em 1986 foi campeã da Europa e em 1987 campeã mundial em Roma; em 1988 ganhou o ouro olímpico em Seul, quando a 2 quilómetros da meta atacou Lisa Martin, ganhando com treze segundos de avanço.
Em 1990 voltou a Boston para ganhar esta corrida pela terceira vez, vencendo desta vez Uta Pippig. Depois disso, Rosa foi a Split, defender o seu título de Campeã Europeia da Maratona. Atacando desde o início, Rosa Mota chegou a ter um avanço de um minuto e meio sobre Valentina Yegorova que, no entanto, aos 35 quilómetros conseguiu apanhá-la; as duas lutaram arduamente pela vitória que, no final, sorriu Rosa Mota com apenas cinco segundos de vantagem. Até 2005, a conquista da maratona por três vezes em campeonatos europeus de atletismo, tanto feminino como masculino, é exclusivo de Rosa Mota.
Apesar de todo este sucesso, Rosa Mota sofria de ciática, o que não a impediu de continuar a coleccionar triunfos, como fez em 1991, na Maratona de Londres; ainda nesse ano, disputando o Campeonato Mundial de Atletismo em Tóquio, Rosa viu-se obrigada a abandonar a corrida e finalmente retirou-se das competições quando não conseguiu terminar a Maratona de Londres no ano seguinte.
Rosa Mota disputou 21 maratonas entre 1982 e 1992, numa média de duas maratonas por ano. Ganhou 14 dessas 21 corridas.

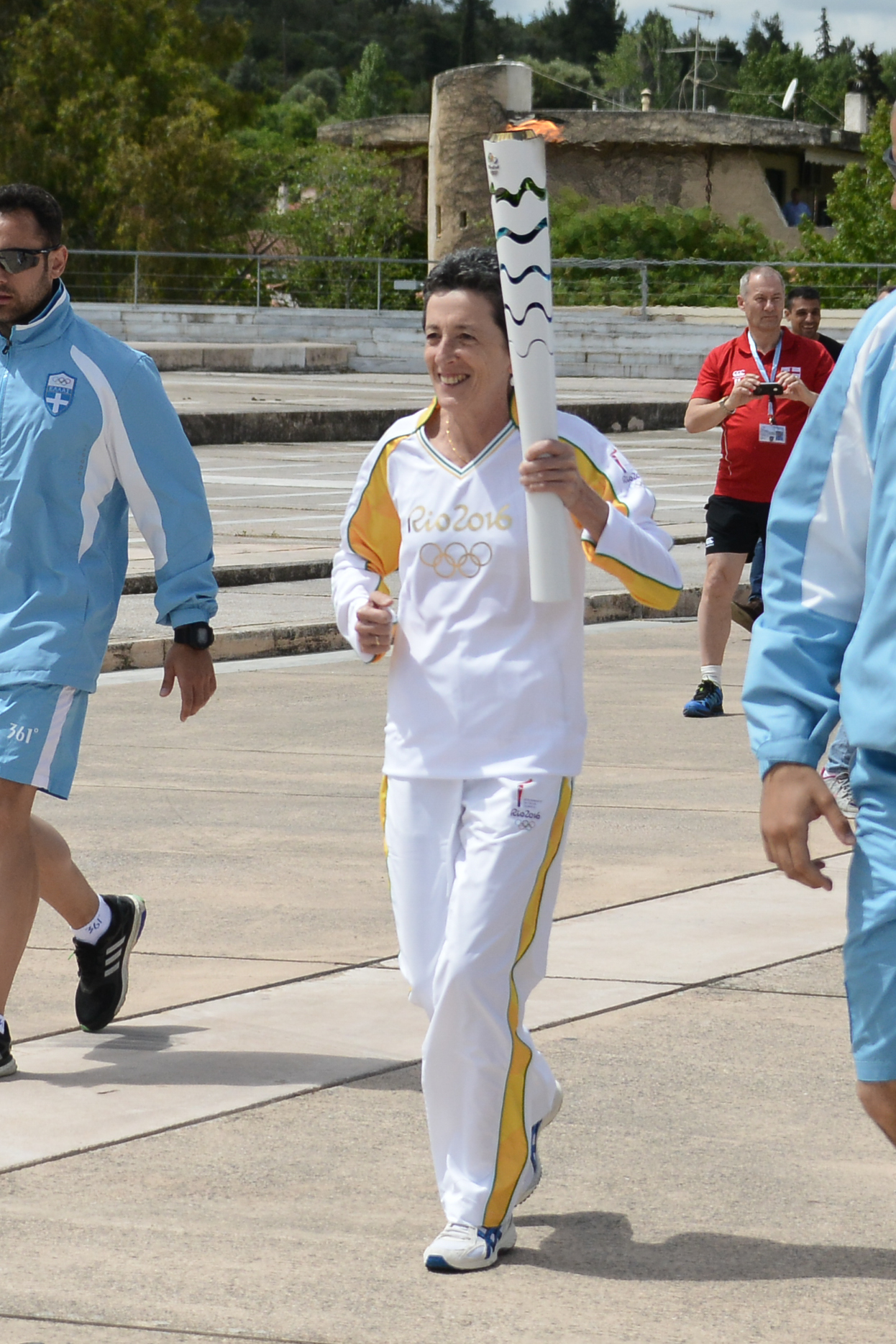
Rosa Mota com a tocha olímpica dos Jogos Olímpicos Rio 2016, na cidade de Maratona, Grécia (26 de abril de 2016)

Em 2004, Rosa Mota transportou a chama olímpica pelas ruas de Atenas antes das Olimpíadas de 2004.
Em 2004, a maratonista Rosa Mota promoveu a maior corrida feminina em Portugal, com um pelotão de cerca de dez mil mulheres ajudando a arrecadar fundos para combater o cancro da mama. "Isso é mais que uma corrida, isso é uma caminhada para ajudar a combater o cancro da mama" disse a maratonista.
Nos últimos anos, a atleta tem voltado a participar, mas em provas de menor distância, tendo vencido na minimaratona (6,3km) de Macau (em 2018, 2019, 2023 e 2024).
Em 2024 bateu também por duas vezes o recorde dos 10 mil metros na categoria dos 65-69 anos, primeiro em Valência em Janeiro com 35:45 e depois na corrida de São Silvestre em Lisboa em 15 de Dezembro com 35:37. 
Considerada uma Embaixatriz do Desporto, ganhou o Prémio Abebe Bikila pela sua contribuição no desenvolvimento do treino das corridas de longa-distância. Este prémio foi-lhe atribuído no final da Corrida Internacional da Amizade, patrocinada pelas Nações Unidas e entregue antes da maratona de Nova Iorque.
A nossa Rosinha, como é carinhosamente apelidada por muitos portugueses, é uma das personalidades mais populares do desporto em Portugal no século XX, juntamente com Eusébio, Carlos Lopes e Luís Figo.
No Brasil, Rosa Mota também tem grande popularidade já que é a maior vencedora feminina de todos os tempos da mais famosa corrida de rua do país, a Corrida de São Silvestre, disputada nas ruas de São Paulo anualmente no último dia de cada ano. Rosa venceu a prova por seis vezes e de forma consecutiva, iniciando tal feito em 1981.

## Recordes pessoais
- 800 metros: 2 min 10,76 s (Lisboa — 1985)
- 1500 metros: 4 min 19,53 s (Vigo — 1983)
- 5000 metros: 15 min 22,97 s (Oslo — 1985)
- 10000 metros: 32 min 33,51 s (Oslo — 1985)
- Maratona: 2 horas, 23 minutos e 29 segundos (Chicago — 1985) (Recorde nacional)

## Palmarés
Entre outros resultados, Rosa Mota venceu as maratonas de Roterdão (1983) (2h 32 min 27 s), Chicago (1983) (2 h 31 min 12 s) e (1984) (2 h 26 min 01 s), Tóquio (1986) (2 h 27 min 15 s), Boston (1987) (2 h 25 min 21 s), (1988) (2 h 24 min 30 s) e (1990) (2 h 25 min 23 s), Osaca, (1990) (2 h 27 min 47 s) e Londres (1991) (2 h 26 min 14 s). Foi vice campeã mundial de estrada (15 km) em 1984 e 1986.

### Campeonatos Nacionais
- 1 Campeonato Nacional 800 metros  (1979)
- 3 Campeonatos Nacionais 1500 metros (1974, 1975, 1981)
- 8 Campeonatos Nacionais Corta-Mato

### Jogos Olímpicos
- 1984 — Los Angeles: Maratona (Medalha de bronze)
- 1988 — Seoul: Maratona (Medalha de ouro)

### Campeonatos do Mundo
- 1983 — Helsínquia: Maratona (4.º lugar)
- 1987 — Roma: Maratona (Medalha de ouro)
- 1991 — Tóquio: Maratona (desistiu)

### Campeonatos da Europa
- 1982 — Atenas: Maratona (Medalha de ouro)
- 1986 — Estugarda: Maratona (Medalha de ouro)
- 1990 — Split: Maratona (Medalha de ouro)

## Homenagens e distinções
- Rosa Mota recebeu o Prémio da Imprensa (1981), ou Prémio da Bordalo, entregue pela Casa da Imprensa, em 1982, numa cerimónia em que também foram distinguidos, na mesma categoria de "Desporto", os atletas Fernando Mamede e Armando Aldegalega (Recompensa de uma Carreira), o ciclista Manuel Zeferino (Revelação), o futebolista António Oliveira e o treinador Mourinho Félix.[2]
- Em 1981 foi distinguida com a Medalha Olímpica Nobre Guedes do Comité Olímpico de Portugal (COP)[3]
- Em 1983 foi feita Dama da Ordem do Infante D. Henrique (3 de Agosto)[4]
- Em 1985 foi elevada a Oficial da Ordem do Infante D. Henrique (7 de Fevereiro)[4]Pavilhão Rosa Mota

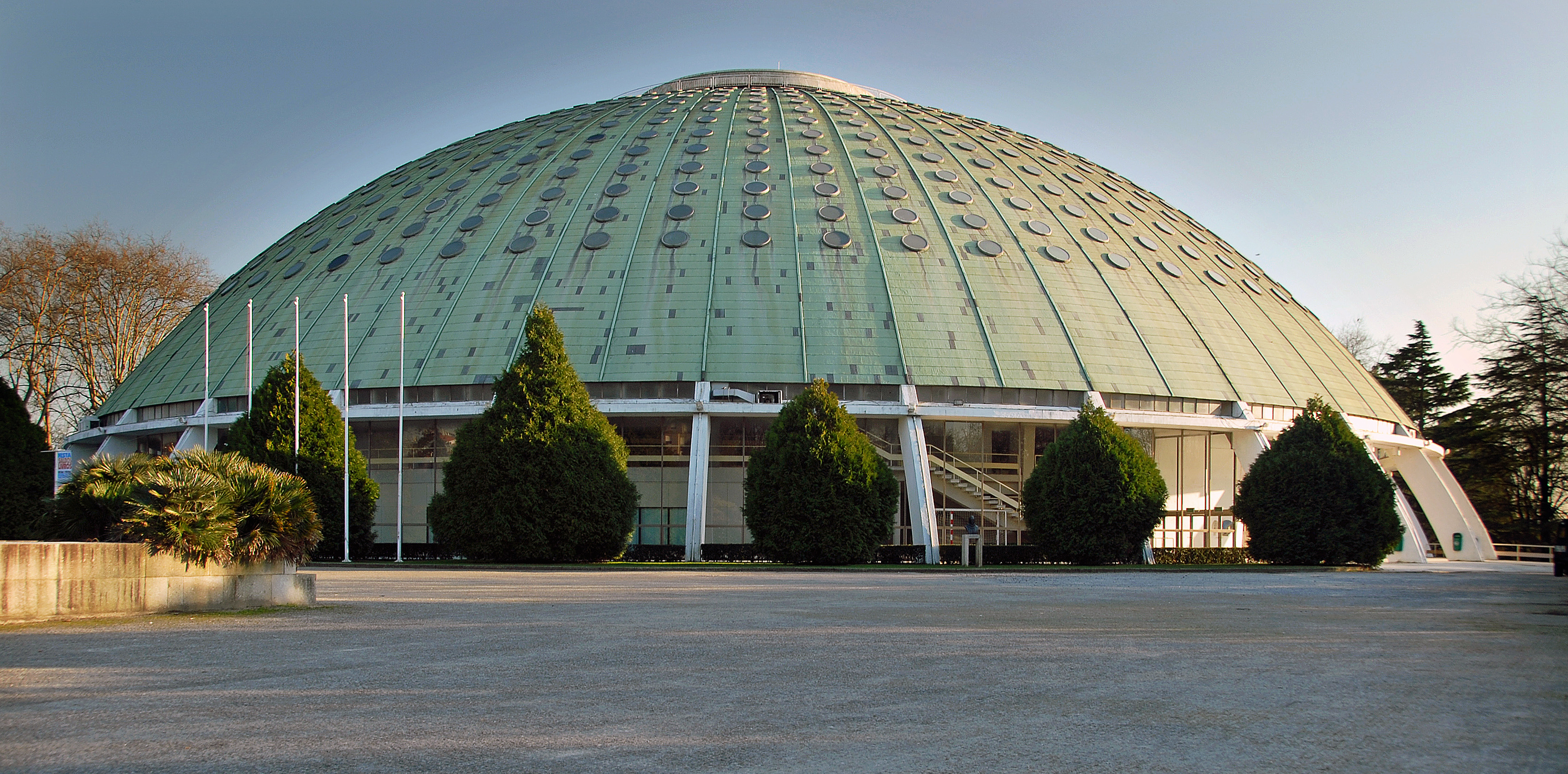
Pavilhão Rosa Mota

- Em 1987 foi novamente elevada a Grã-Cruz da Ordem do Infante D. Henrique (16 de Outubro)[4]
- Em 1988 foi feita Grã-Cruz da Ordem do Mérito (6 de Dezembro)[4]
- Em 1991, o Pavilhão dos Desportos, situado na freguesia de Massarelos, no Porto, passou a chamar-se Pavilhão Rosa Mota[5]
- Em 2010 recebeu, tal como Carlos Lopes, o Prémio Alto Prestígio CDP "Mérito Desportivo" da Confederação do Desporto de Portugal[6]
- Em 2012, pela sua carreira, Rosa Mota foi distinguida pela Association of International Marathons and Distance Races (AIMS).[7]
- Em 2020, recebe o Prémio Municipal Beatriz Ângelo, atribuído pela Câmara Municipal de Odivelas.[8]